# クリントン郡 (ペンシルベニア州)
クリントン郡（英: Clinton County）は、アメリカ合衆国ペンシルベニア州の中央部に位置する郡である。2010年国勢調査での人口は39,238人であり、2000年の37,914人から3.5%増加した。郡庁所在地はロックヘイブン市（人口9,772人）であり、同郡で人口最大の都市でもある。クリントン郡は1839年6月21日にセンター郡とライカミング郡の一部を合わせて設立された。郡名は第7代ニューヨーク州知事デウィット・クリントンに因んで名付けられた。
クリントン郡はロックヘイブン小都市圏に属している。

## 政治
2008年11月時点でクリントン郡には22,997人の登録有権者がいた。
- 民主党: 10,829 (47.09%)
- 共和党: 9,640 (41.92%)
- その他の政党: 2,528 (10.99%)

クリントン郡は、州中央部の他郡と同様昔から共和党支持だったが、2008年初期に民主党が登録有権者数で上回った。2008年の選挙では州レベルの当選者3人が全てクリントン郡を制した。2006年アメリカ合衆国上院議員選挙では、民主党のボブ・ケイシー・ジュニアが郡投票総数の54%の支持率で制し、共和党現職のリック・サントラムを破った。また州知事選挙では、民主党のエド・レンデルが56%の支持を得て、共和党のリン・スワンを破った。
クリントン郡はアメリカ合衆国下院議員ペンシルベニア州第5選挙区に属し、2013年時点では共和党議員を選出している。ペンシルベニア州議会上院では第35選挙区に属しており、下院では第76選挙区に属している。2013年時点でいずれも民主党議員を選出している。

## 地理
アメリカ合衆国国勢調査局に拠れば、郡域全面積は898平方マイル (2,330 km2)であり、このうち陸地891平方マイル (2,310 km2)、水域は7平方マイル (18 km2)で水域率は0.81%である。

### 隣接する郡

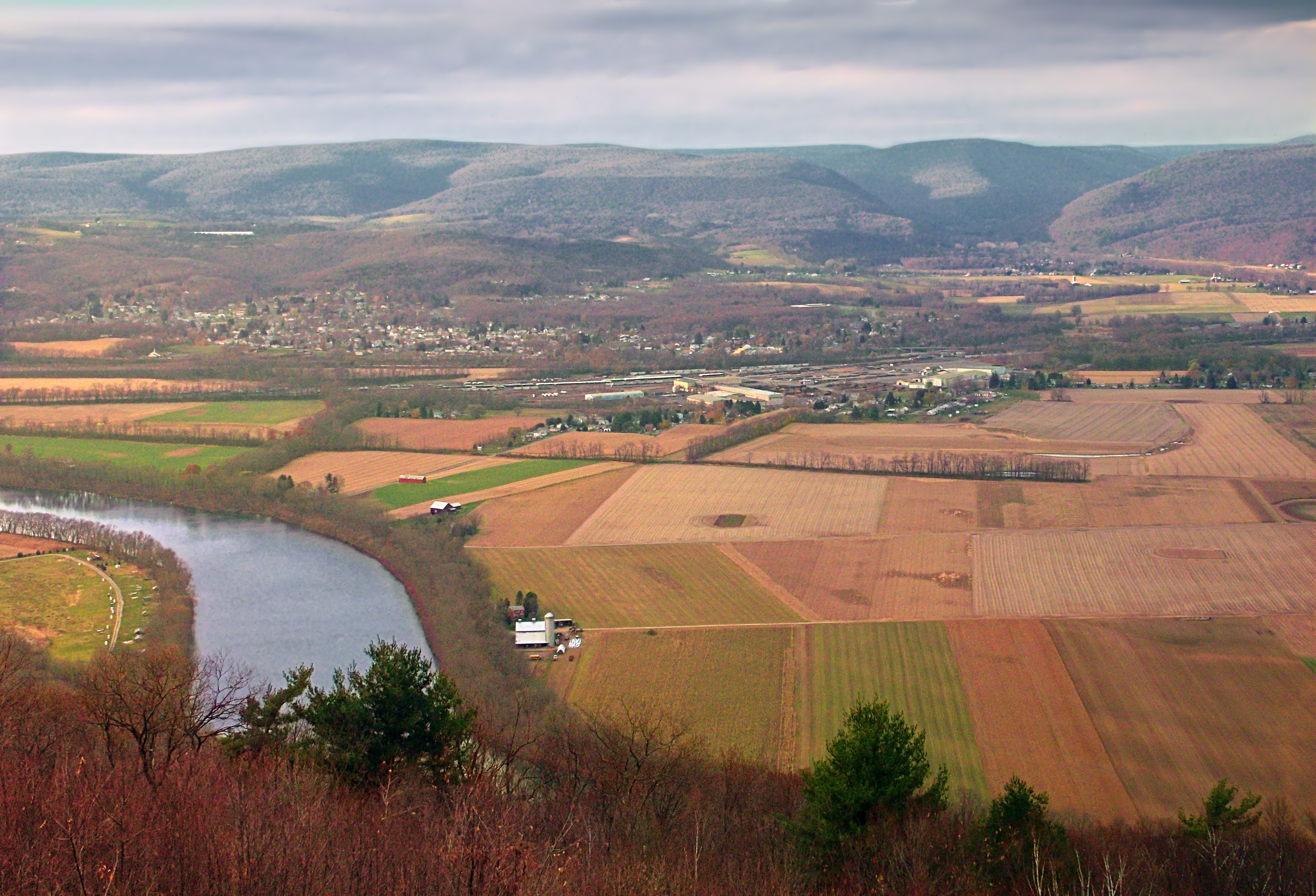
アパラチアン・バレー

- ポッター郡 - 北
- ライカミング郡 - 東
- ユニオン郡 - 南東
- センター郡 - 南
- クリアフィールド郡 - 南西
- カメロン郡 - 西

## 人口動態
以下は2000年国勢調査による人口統計データである。
| 基礎データ - 人口: 37,914人 - 世帯数: 14,773 世帯 - 家族数: 9,927 家族 - 人口密度: 16人/km2（43人/mi2） - 住居数: 18,166軒 - 住居密度: 8軒/km2（20軒/mi2） 人種別人口構成 - 白人: 98.29% - アフリカン・アメリカン: 0.52% - ネイティブ・アメリカン: 0.11% - アジア人: 0.40% - 太平洋諸島系: 0.02% - その他の人種: 0.15% - 混血: 0.52% - ヒスパニック・ラテン系: 0.54% 先祖による構成 - ドイツ系：36.0% - アメリカ人：15.6% - アイルランド系：9.6% - イタリア系：8.6% - イギリス系：7.4% | 年齢別人口構成 - 18歳未満: 21.5% - 18-24歳: 13.6% - 25-44歳: 25.5% - 45-64歳: 22.7% - 65歳以上: 16.8% - 年齢の中央値: 38歳 - 性比（女性100人あたり男性の人口） - 総人口: 94.2 - 18歳以上: 91.2 世帯と家族（対世帯数） - 18歳未満の子供がいる: 27.7% - 結婚・同居している夫婦: 54.0% - 未婚・離婚・死別女性が世帯主: 9.4% - 非家族世帯: 32.8% - 単身世帯: 26.6% - 65歳以上の老人1人暮らし: 13.6% - 平均構成人数 - 世帯: 2.42人 - 家族: 2.90人 |

## 都市と町

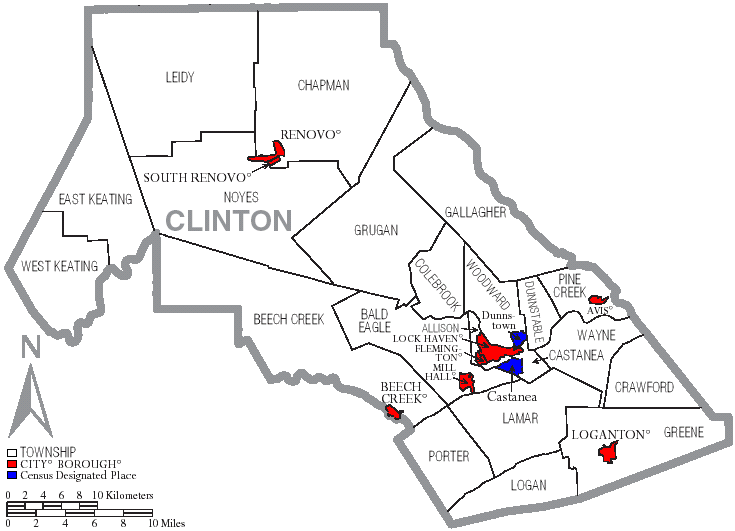
クリントン郡の自治体、ボロは赤、タウンシップは白、国勢調査指定地域は青

ペンシルベニア州法の下では4種類の自治体がある。市、ボロ、タウンシップ、町である。

### 都市
- ロックヘイブン - 郡庁所在地

### ボロ
| - エイビス - ビーチクリーク - フレミントン - ローガントン | - ミルホール - レノボ - サウスレノボ |

### タウンシップ
| - アリソン - ボールドイーグル - ビーチクリーク - カスタニア - チャップマン - コールブルック - クロウフォード | - ダンズテーブル - イーストキーティング - ギャラガー - グリーン - グルガン - ラマー - リーディ | - ローガン - ノイズ - パインクリーク - ポーター - ウェイン - ウェストキーティング - ウッドワード |

### 国勢調査指定地域
国勢調査指定地域はアメリカ合衆国国勢調査局が人口統計データを取るために設定した地域である。州法の下では実際の司法権が及ぶ範囲ではない。村などその他の未編入領域も下記に挙げる。

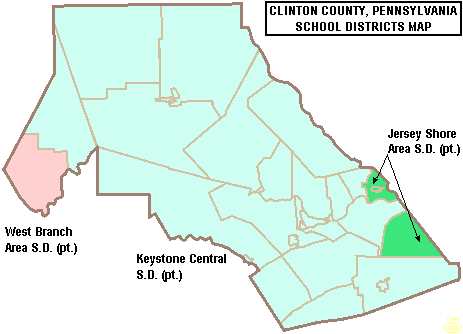
クリントン郡教育学区の区分図

| - カスタニア - ダンズタウン - ラマー | - マッケルハッタン - ラウチタウン - ロート |

## 教育

### 高等教育機関
- ペンシルベニア大学ロックヘイブン校

### 公共教育学区
- ジャージーショア地域教育学区（一部はライカミング郡内）
- キーストン中央教育学区（一部はセンター郡内）
- ウェストブランチ地域教育学区（一部はクリアフィールド郡内）

### 公園とレクリエーション
郡内には5つの州立公園がある。
- バックテイル州立公園自然地域、クリントン郡のロックヘイブンからカメロン郡郡庁所在地のエンポリアムまで、ペンシルベニア州道120号線に沿って伸びる75マイル (121 km) の景観道路
- ハイナーラン州立公園
- ハイナービュー州立公園
- ケトルクリーク州立公園
- レイブンズバーグ州立公園